# Spoorlijn 36
Spoorlijn 36 is een Belgische spoorlijn die Brussel met Luik verbindt. De lijn is bijna 100 km lang.

## Geschiedenis
Op 22 september 1837 werd een enkelsporige spoorlijn tussen Leuven en Tienen geopend. In de daaropvolgende maanden werd de spoorlijn vanuit Tienen verlengd tot Ans. De spoorlijn werd op dubbelspoor gebracht, samen met de verlenging van de spoorlijn vanuit Ans tot Luik in 1842. Dit laatste stuk tot Luik werd officieel ingehuldigd op 1 mei 1842.
Tussen Leuven en Tienen bevond zich ook de eerste spoortunnel van het land, de Tunnel van Kumtich, die in 1844 instortte en vervangen werd door een sleuf.
De spoorlijn is vooral bekend omwille van de helling van Ans, die een stijgingspercentage heeft van 3% (stijgend in de richting Luik-Brussel). Vanaf 1842 werden treinen vanuit Luik via kabels omhooggetrokken. Deze kabels werden aangedreven door vaste stoommachines in Haut-Pré. Tussen 1866 en 1872 werd het systeem geleidelijk aan afgebouwd. In 1866 werd de laatste reizigerstrein met kabels omhooggetrokken; in 1872 de laatste goederentrein. Nadien ging men vanuit Luik een duwende locomotief achter de trein plaatsen. Deze duwende locomotief heeft verlengde buffers om niet met de geduwde trein te koppelen. Eenmaal bovengekomen, rijdt de trein op eigen kracht verder en kan de duwende locomotief vaart minderen, zonder te moeten loskoppelen.
Op 17 december 1866 werd de spoorlijn vanuit Leuven dubbelsporig verlengd naar Brussel. In 1982 werd een derde spoor aangelegd tussen Schaarbeek en Zaventem en een aansluiting aangelegd met de spoorlijn 26. In het kader van het GEN en de HSL werd tussen 2000 en 2006 het traject tussen Schaarbeek en Leuven viersporig gemaakt. Zo ontstond spoorlijn 36N die nu op de vroegere bedding van spoorlijn 36 ligt. De sporen van spoorlijn 36 zijn naar buiten toe verplaatst. De middelste sporen worden gebruikt door de Thalys, de ICE en IC-treinen. De buitenste sporen worden gebruikt door de lokale treinen.
De spoorlijn werd in twee fasen geëlektrificeerd met 3 kV: het baanvak Brussel-Leuven op 17 oktober 1954 en het baanvak Leuven-Luik op 1 oktober 1955.
Tussen Brussel en Leuven is de snelheid verhoogd tot 160 km/u. In de bocht van de bruggen over de vaart en de Dijle in Leuven is de snelheid beperkt tot 90 km/u op lijn 36. Lijn 36N maakt gebruik van nieuwe en langere bruggen waardoor de bocht minder scherp is. Van Leuven tot Ans bedraagt de maximumsnelheid 140 km/u. Tijdens de afdaling van de helling van Ans is de snelheid beperkt: 70 km/u voor reizigerstreinen en 25 km/u voor zware goederentreinen. Bij het stijgen is de snelheid beperkt tot 100 km/u of 140 km/u voor motorstellen.

## Treindiensten
De NMBS verzorgt het personenvervoer met IC, en Piekuurtreinen. Daarnaast wordt de route gebruikt door internationale diensten van Thalys en ICE.
| Serie         | Treinsoort                        | Route | Bijzonderheden                                                             |
| ------------- | --------------------------------- | --- | -------------------------------------------------------------------------- |
| ICE 79        | InterCityExpress (DB Fernverkehr) | Brussel-Zuid – Brussel-Noord – Luik-Guillemins – Aachen Hbf – Köln Hbf – Frankfurt (Main) Flughafen Fernbahnhof – Frankfurt (Main) Hbf      | Rijdt elke twee uur.                                                       |
| Eurostar 9400 | Eurostar (Eurostar)               | Paris Nord – Brussel-Zuid – Luik-Guillemins – Aachen Hbf – Köln Hbf – Düsseldorf Hbf – Duisburg Hbf – Essen Hbf – Bochum Hbf – Dortmund Hbf | Vijf treinen per dag. Enkele treinen verder naar Dortmund.                 |
| IC 01         | Intercity (NMBS)                  | Eupen – Luik-Guillemins – Brussel-Zuid – Gent-Sint-Pieters – Brugge – Oostende                                                              |                                                                            |
| IC 03         | Intercity (NMBS)                  | Genk – Leuven – Brussel-Zuid – Gent-Sint-Pieters – Brugge – Blankenberge                                                                    |                                                                            |
| IC 06         | Intercity (NMBS)                  | Brussels Airport-Zaventem – Brussel-Zuid – Doornik                                                                                          |                                                                            |
| IC 08         | Intercity (NMBS)                  | Antwerpen-Centraal – Mechelen – Brussels Airport-Zaventem – Hasselt                                                                         |                                                                            |
| IC 11         | Intercity (NMBS)                  | Binche – La Louvière-Centrum – Brussel-Zuid – Schaarbeek [ – Mechelen – Turnhout ]                                                          | Rijdt in het weekend tussen Binche en Schaarbeek.                          |
| IC 12         | Intercity (NMBS)                  | [ Oostende – Brugge – ] Kortrijk – Gent-Sint-Pieters – Brussel-Zuid – Luik-Guillemins – Welkenraedt                                         | Rijdt alleen op werkdagen. Eerste en laatste ritten van/naar Oostende.     |
| IC 14         | Intercity (NMBS)                  | Quiévrain – Bergen – Brussel-Zuid – Leuven – Luik-Guillemins                                                                                | Rijdt alleen op werkdagen.                                                 |
| IC 20         | Intercity (NMBS)                  | Gent-Sint-Pieters – Aalst – Brussel-Zuid – [ Hasselt – Tongeren ] / [ Dendermonde – Lokeren ]                                               | Rijdt in het weekend Gent-Sint-Pieters - Lokeren.                          |
| IC 29         | Intercity (NMBS)                  | [ De Panne – ] Gent-Sint-Pieters – Aalst – Brussel-Zuid – Brussels Airport-Zaventem – Leuven – Landen                                       | Rijdt in het weekend De Panne - Brussel-Noord.                             |
| P 7300/8300   | Piekuurtrein (NMBS)               | Genk – Hasselt – Leuven – Brussel-Zuid | Rijdt alleen op werkdagen.                                                 |
| P 7310/8310   | Piekuurtrein (NMBS)               | Leuven – Hasselt – Genk | Rijdt alleen op werkdagen.                                                 |
| P 7375        | Piekuurtrein (NMBS)               | Landen – Luik-Guillemins | Rijdt alleen op werkdagen.                                                 |
| P 7400/8400   | Piekuurtrein (NMBS)               | Luik-Guillemins – Leuven – Brussel-Zuid | Rijdt alleen op werkdagen.                                                 |
| P 7440/8440   | Piekuurtrein (NMBS)               | Wezet – Luik-Guillemins – Brussel-Zuid – 's-Gravenbrakel                                                                                    | Rijdt alleen op werkdagen, 1 rit verder naar 's-Gravenbrakel.              |
| P 7490/8490   | Piekuurtrein (NMBS)               | Borgworm – Luik-Guillemins | Rijdt alleen op werkdagen.                                                 |
| P 7510/8510   | Piekuurtrein (NMBS)               | Moeskroen – Doornik – Brussel-Zuid – Schaarbeek                                                                                             | Rijdt alleen op werkdagen. Twee treinen verder als IC-18 naar Luik-Paleis. |
| P 7740/8740   | Piekuurtrein (NMBS)               | Binche – La Louvière-Centrum – Brussel-Zuid – Schaarbeek                                                                                    | Rijdt alleen op werkdagen.                                                 |
| P 7800/8800   | Piekuurtrein (NMBS)               | Quiévrain – Bergen – Brussel-Zuid – Schaarbeek                                                                                              | Rijdt alleen op werkdagen.                                                 |

### Gewestelijk Expresnet
Op het traject rijdt het Gewestelijk Expresnet de volgende routes:
| Serie | Treinsoort          | Route                                                 | Bijzonderheden                                                        |
| ----- | ------------------- | ----------------------------------------------------- | --------------------------------------------------------------------- |
| S 2   | GEN (NMBS)          | 's-Gravenbrakel – Brussel-Zuid – Leuven               | Rijdt 1×/u. op zondag.                                                |
| S 6   | GEN (NMBS)          | Zottegem – Denderleeuw – Geraardsbergen               | Rijdt alleen op werkdagen. Tijdens de spits een rit vanaf Oudenaarde. |
| S 9   | GEN (NMBS)          | Landen – Leuven – Brussel-Schuman – Nijvel            | Rijdt alleen op werkdagen.                                            |
| S 44  | S-trein Luik (NMBS) | Landen – Borgworm – Momalle – Luik-Guillemins – Wezet | Rijdt in het weekend Landen - Luik-Guillemins.                        |

## Aansluitingen
In de volgende plaatsen is of was er een aansluiting op de volgende spoorlijnen:
Brussel-Noord
Spoorlijn 25 tussen Brussel-Noord en Antwerpen-Luchtbal
Spoorlijn 27 tussen Brussel-Noord en Antwerpen-Centraal
Spoorlijn 36N tussen Brussel-Noord en Leuven
Spoorlijn 50 tussen Brussel-Noord en Gent-Sint-Pieters
Spoorlijn 161/2 tussen Brussel-Noord en Y Josaphat
Schaarbeek
Spoorlijn 25 tussen Brussel-Noord en Antwerpen-Luchtbal
Spoorlijn 26 tussen Schaarbeek en Halle
Spoorlijn 26A tussen Schaarbeek en Y Haren noord
Spoorlijn 26B tussen Schaarbeek en Y Haren noord
Spoorlijn 27 tussen Brussel-Noord en Antwerpen-Centraal
Spoorlijn 27D tussen Brussel-Noord en Schaarbeek-Vorming
Spoorlijn 27E in de bundel van Schaarbeek-Vorming
Spoorlijn 27F in de bundel van Schaarbeek-Vorming
Spoorlijn 25N tussen Y Albertbrug en Mechelen-Nekkerspoel
Spoorlijn 36N tussen Brussel-Noord en Leuven
Spoorlijn 161 tussen Schaarbeek en Namen
Y Zaventem
Spoorlijn 36C tussen Y Zaventem en Y Machelen-Noord
Y Nossegem
Spoorlijn 36C/1 tussen Y Nossegem en Y Luchthaven
Y Herent
Spoorlijn 36N tussen Brussel-Noord en Leuven
Leuven
HSL 2 tussen Leuven en Ans
Spoorlijn 35 tussen Leuven en Hasselt
Spoorlijn 36N tussen Brussel-Noord en Leuven
Spoorlijn 53 tussen Schellebelle en Leuven
Spoorlijn 139 tussen Leuven en Ottignies
Tienen
Spoorlijn 22 tussen Tienen en Diest
Spoorlijn 142 tussen Namen en Tienen
Landen
Spoorlijn 21 tussen Landen en Hasselt
Spoorlijn 127 tussen Landen en Statte
Spoorlijn 147 tussen Landen en Tamines
Fexhe-le-Haut-Clocher
Spoorlijn 36B tussen Fexhe-le-Haut-Clocher en Ans
Voroux-Goreux
Spoorlijn 36A tussen Voroux-Goreux en Kinkempois
Ans
HSL 2 tussen Leuven en Ans
Spoorlijn 31 tussen Liers en Ans
Spoorlijn 32 tussen Ans en Flémalle-Haute
Spoorlijn 36B tussen Fexhe-le-Haut-Clocher en Ans
Luik-Guillems
Spoorlijn 34 tussen Hasselt en Luik-Guillemins
Spoorlijn 37 tussen Luik-Guillemins en Hergenrath
Spoorlijn 37A tussen Luik-Guillemins en Angleur
Spoorlijn 125 tussen Luik-Guillemins en Namen

## Verbindingssporen
36/1: Y Keelbeek-Zuid (lijn 26) - Y Diegem-Oost (lijn 36)
36/2: Leuven - Y Molenbeek (lijn 36)
36/3: Y Harenheide (lijn 26) - Y Diegem-West (lijn 36)

## Varianten
Tussen Herent en Leuven volgt lijn 36N een nieuw traject, met een viaduct over het kanaal Leuven-Dijle en de Dijle heen. De lijn loopt over de sporen 2 en 3 door het station van Leuven, om voorbij het station over te gaan in HSL 2. Dit nieuwe traject werd in gebruik genomen op 16 juni 2003. Ook in Schaarbeek werd een nieuw viaduct gebouwd, over de sporen van de lijnen 25 en 27 heen). Lijn 36N werd in haar geheel in gebruik genomen in december 2006.
Lijn 36B was de parallellijn naast lijn 36, vermoedelijk aangelegd tussen de twee wereldoorlogen, in verband met lijn 36A en het vormingsstation van Voroux. Deze lijn is buiten dienst gesteld en opgebroken in 1999, waarna de vernieuwde lijn 36 op de bedding van 36B werd gelegd. Op de oude bedding van lijn 36 werd HSL 2 aangelegd.